# Yüksək dəstə 2006-2007
La Yüksək dəstə 2006-2007 è stata la 15ª edizione della massima serie del campionato di calcio azero disputato tra il 5 agosto 2006 e il 23 maggio 2007 e concluso con la vittoria del FK Khazar Lenkoran, al suo primo titolo.
Capocannoniere del torneo fu Zaur Ramazanov (FK Khazar Lenkoran) con 20 reti.

## Formula
Le squadre partecipanti avrebbero dovuto essere 14 ma prima dell'inizio del torneo il FK Gäncä si ritirò. Le rimanenti 13 disputarono un turno di andata e ritorno per un totale di 24 partite con l'ultima retrocessa in Birinci Divizionu.
Le squadre qualificate alle coppe europee furono quattro. La vincente si qualificò alla UEFA Champions League 2007-2008, la seconda e la vincitrice della coppa nazionale alla Coppa UEFA 2007-2008 e un'ulteriore squadra partecipò alla Coppa Intertoto 2007.

## Classifica finale
|                        | Pos. | Squadra                    | Pt | G  | V  | N | P  | GF | GS | DR  |
| ---------------------- | ---- | -------------------------- | -- | -- | -- | - | -- | -- | -- | --- |
| Azerbaigian (bandiera) | 1.   | FK Khazar Lenkoran         | 56 | 24 | 17 | 5 | 2  | 50 | 16 | +34 |
|                        | 2.   | PFC Neftchi Baku           | 54 | 24 | 17 | 3 | 4  | 47 | 15 | +32 |
|                        | 3.   | FK Baku                    | 48 | 24 | 14 | 6 | 4  | 25 | 10 | +15 |
|                        | 4.   | İnter Baku                 | 45 | 24 | 13 | 6 | 5  | 36 | 12 | +24 |
|                        | 5.   | FK MKT Araz Imisli         | 41 | 24 | 12 | 5 | 7  | 23 | 18 | +5  |
|                        | 6.   | FK Olimpik Baku            | 41 | 24 | 11 | 8 | 5  | 28 | 17 | +11 |
|                        | 7.   | FK Karvan                  | 35 | 24 | 10 | 5 | 9  | 36 | 30 | +6  |
|                        | 8.   | FK Karabakh                | 27 | 24 | 6  | 9 | 9  | 20 | 27 | -7  |
|                        | 9.   | FK Simurq Zaqatala         | 25 | 24 | 6  | 7 | 11 | 27 | 33 | -6  |
|                        | 10.  | PFC Turan Tovuz            | 20 | 24 | 5  | 5 | 14 | 24 | 38 | -14 |
|                        | 11.  | Gilan Gabala               | 16 | 24 | 4  | 4 | 16 | 17 | 47 | -30 |
|                        | 12.  | FK Gänclärbirliyi Sumqayit | 12 | 24 | 3  | 3 | 18 | 16 | 54 | -38 |
|                        | 13.  | FC Sahdag Qusar            | 11 | 24 | 1  | 8 | 15 | 15 | 47 | -32 |

Legenda:

      Campione d'Azerbaigian
      Qualificata alla Coppa UEFA
      Qualificata alla Coppa Intertoto
      Retrocessa in Birinci Divizionu
Note:

Tre punti a vittoria, uno a pareggio, zero a sconfitta.

## Verdetti
- Campione: FK Khazar Lenkoran
- Qualificata alla Champions League: FK Khazar Lenkoran
- Qualificata alla Coppa UEFA: PFC Neftchi Baku, FK MKT Araz Imisli
- Qualificata alla Coppa Intertoto: FK Baku
- Retrocessa in Birinci Divizionu: FC Sahdag Qusar

## Classifica marcatori
| Gol |  |  | Giocatore       | Squadra                      |
| --- |  |  | --------------- | ---------------------------- |
| 20  |  |  | Zaur Ramazanov  | FK Khazar Lenkoran           |
| 13  |  |  | Xaqani Mämmädov | FK Olimpik Baku              |
| 10  |  |  | Georgi Adamia   | PFC Neftchi Baku             |
| 10  |  |  | Samir Äliyev    | Inter Baku, PFC Neftchi Baku |
| 10  |  |  | Yacouba Bamba   | FK Karvan                    |